# Ritratto di Gio Francesco II Brignole-Sale (Rigaud)
Il Ritratto di Gio. Francesco II Brignole-Sale è un dipinto a olio su tela di Hyacinthe Rigaud, ritraente Giovanni Francesco Brignole Sale, (1695 – 1760), 158º doge della Repubblica di Genova (3 marzo 1746 - 3 marzo 1748), conservato nei Musei di Strada Nuova a Genova e datato 1738 circa.

## Descrizione
Nel corso del suo incarico come ambasciatore della Repubblica di Genova a Parigi tra il 1737 e il 1739, Gio. Francesco II Brignole-Sale commissionò al celebre Hyacinthe Rigaud, ritrattista ufficiale del Re Sole e pittore di corte dal 1701, la realizzazione di questo ritratto e di quello della moglie, Battina Raggi. Entrambe le tele rispondono all' intento autocelebrativo del committente, desideroso di tramandare la memoria di sé e della sua famiglia.
I due pendant, pagati 600 lire ciascuno, esemplificano i canoni del ritratto ufficiale codificati da Antoon van Dyck, qui rielaborati da Rigaud in una chiave più rigida e austera. Gio. Francesco è raffigurato di tre quarti e indossa una prestigiosa corazza da parata e un manto di velluto cangiante che avvolge la figura. Con  la mano sinistra indica idealmente la sua consorte, Battina. Sullo sfondo si scorge un paesaggio con una colonna marmorea, elemento simbolico che rimanda a una prestigiosa dimora aristocratica, alludendo ancora una volta al potere e alla ricchezza di Gio. Francesco che fu il 158º doge genovese.
La tela è completata da una cornice appositamente realizzata da Charles-Louis Maurisan, un altro fornitore reale , e anch'essa pagata nel 1739 dopo che Gio. Francesco II fece ritorno a Genova a seguito dell'udienza di congedo da Luigi XV avvenuta il 30 marzo.

La tela fu donata dall'ultima discendente della casata, Maria Brignole-Sale De Ferrari, al Comune di Genova nel 1874.  

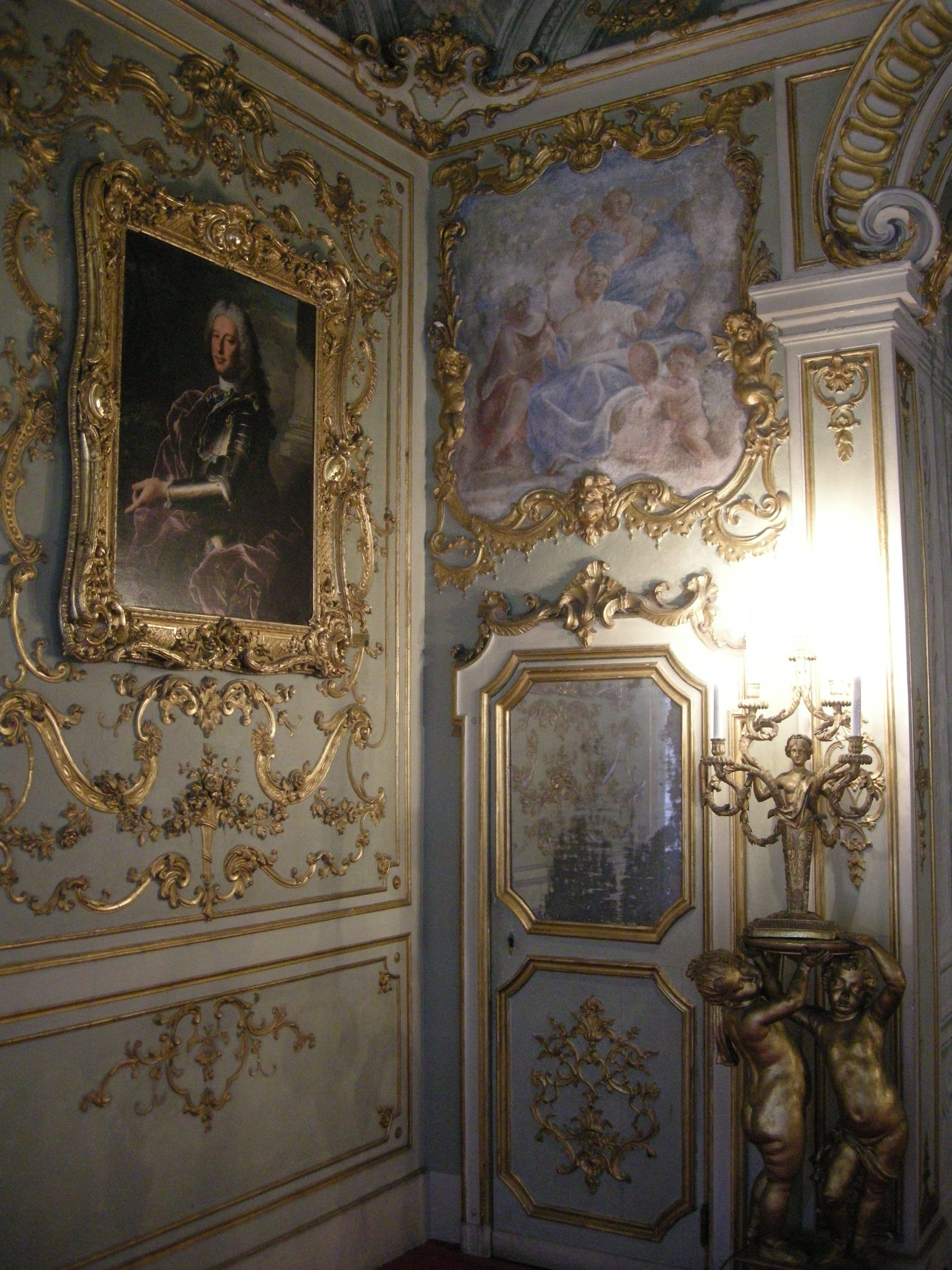
Collocazione originale nell'alcova di Palazzo Rosso
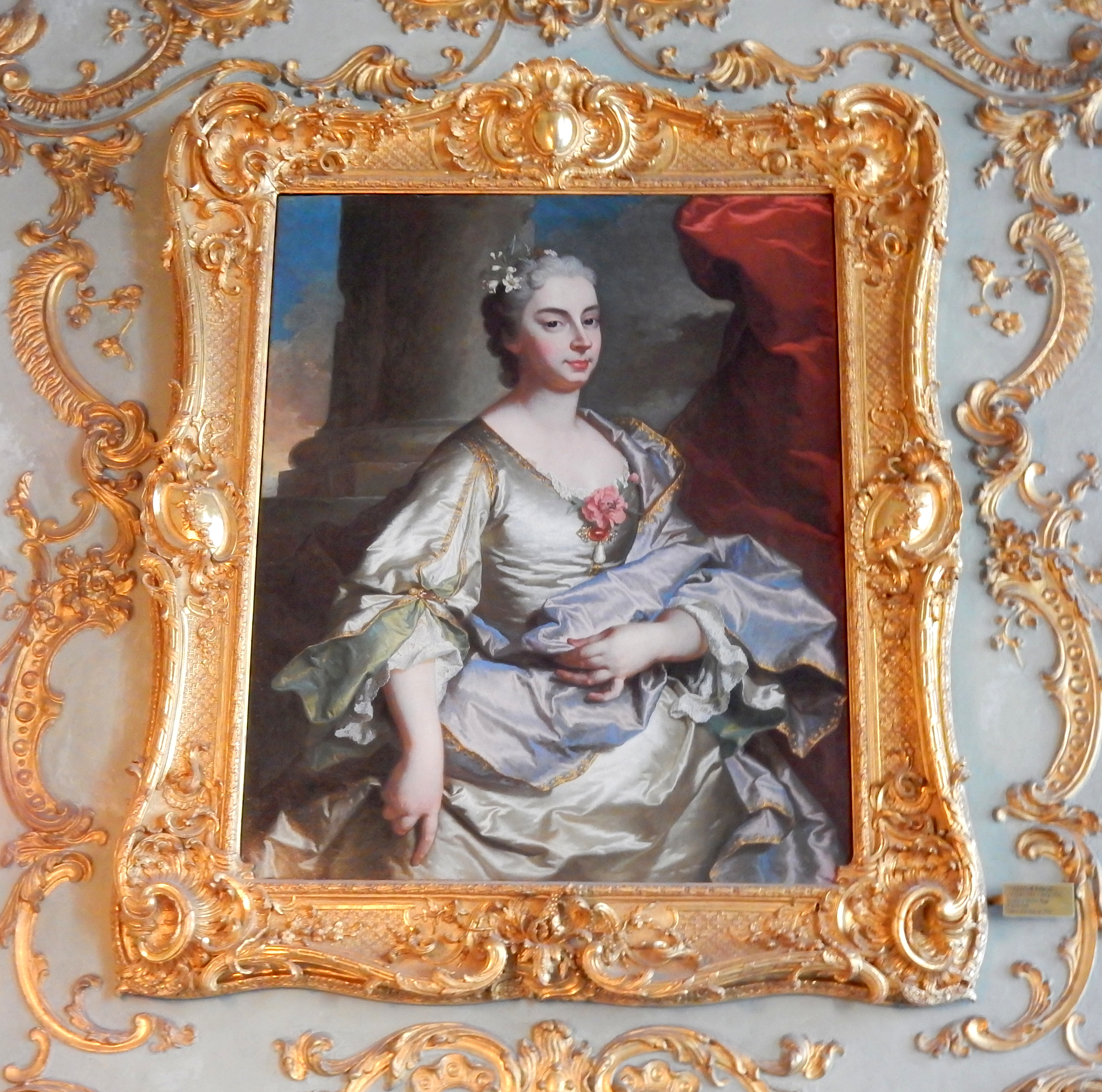
Ritratto di Bettina Raggi Brignole-Sale